# Abu Dhabi Global Market Square

Sowwah Square 2011

Abu Dhabi Global Market Square ist der Name eines Gebäudekomplexes in Abu Dhabi, der Hauptstadt der Vereinigten Arabischen Emirate.
Er befindet sich im Zentrum der Insel Maryah nordöstlich des derzeitigen Stadtzentrums von Abu Dhabi. Baubeginn war 2007 und die Eröffnung der ersten Gebäude erfolgte 2012. 
Der anfängliche Name war Sowwah Square. Im Januar 2015 unterzeichnete Abu Dhabi Global Market (ADGM), das internationale Finanzzentrum Abu Dhabis, einen 50-Jahre-Mietvertrag über den ganzen Square und benannte ihn in Abu Dhabi Global Market Square um.
Der Square umfasst neben dem Hauptgebäude von ADGM, ursprünglich als Börsen-Sitz geplant, 4 Bürohochhäuser:
- Al Sila Tower, 31 Etagen
- Al Sarab Tower, 31 Etagen
- Al Maqam Tower, 37 Etagen
- Al Khatem Tower, 37 Etagen